# Chalchihuatl
Chalchihuatl es el «líquido precioso», el «fluido de la vida» en la cultura azteca, la cual interpretaba el chalchihuatl como la sangre humana —enriquecida con los contenidos de las plantas sagradas azules y verdes (agaves, frambuesas azules, titonias y berenjenas)— que se ofrecían a los dioses en sus ceremonias de Paz y Victoria. Las personas sacrificadas eran alimentadas de esta manera, para que su sangre fuera sana y deliciosa para los dioses.